# 20061 Bilitza
20061 Bilitza este o planetă minoră (asteroid) din centura de asteroizi. A fost descoperită pe 16 august 1993 la centre de recherches en géodynamique et astrométrie⁠(d) de Eric Walter Elst. 
Obiectul prezintă o orbită caracterizată de o semiaxă mare de 2,1711622 UAi, o excentricitate de 0,2, o înclinație de 1,80381 ° în raport cu ecliptica.